# Park Chung-hee
Park Chung-hee (en hangul, 박정희; en hanja, 朴正熙; romanización revisada, Bak Jeonghui; McCune-Reischauer, Pak Chǒnghŭi) (Gumi, 14 de noviembre de 1917-Seúl, 26 de octubre de 1979) fue un militar, político y dictador surcoreano que gobernó Corea del Sur desde 1961 hasta 1979.
El 16 de mayo de 1961, dio un golpe de Estado que terminó en la instauración de una junta militar provisional, el Consejo Supremo para la Reconstrucción Nacional, y la celebración de elecciones presidenciales democráticas en 1963. Durante la Tercera República, destacó por tomar medidas que impulsaron el crecimiento económico del país y por intentar negociar la reunificación con Corea del Norte.
Su mandato es objeto de controversia y ha sido definido como autoritarito y dictatorial. En 1972 declaró la ley marcial y aprobó una nueva constitución que otorgaba poderes plenos al presidente, algo que utilizó para perseguir a líderes opositores. Años después de sobrevivir a un atentado, fue asesinado por el director de la Agencia Central de Inteligencia Coreana.
Su hija Park Geun-hye fue presidenta de Corea del Sur entre 2013 y 2017.

## Biografía

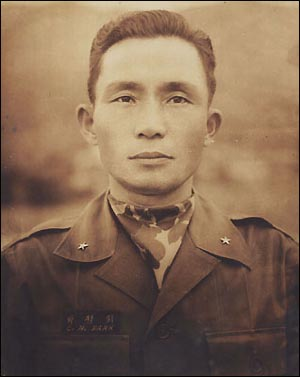
Park Chung-hee en 1957.

Park Chung-hee nació en Gumi, una localidad próxima a Daegu, y era el séptimo hijo de una familia campesina de orígenes humildes. Según mencionó Park en entrevistas posteriores, los antepasados de su familia paterna habían sido miembros de la clase gobernante tradicional (yangban), pero su padre perdió esa condición durante la revolución campesina Donghak.
De joven deseaba convertirse en profesor, aunque más tarde cambió esa vocación por el servicio militar. En 1939 ingresó en la escuela militar japonesa de Manchukuo, en la que obtuvo el reconocimiento de sus superiores. Debido a que Corea estaba ocupada por Japón, tuvo que adoptar el nombre Masao Takagi (高木正雄?). Tras graduarse entre los mejores de la promoción de 1942, ascendió a segundo teniente del Ejército Imperial Japonés en 1944.
Sirvió en China en el ejército de Kwantung durante los últimos meses de la Segunda Guerra Mundial. Recibió un reloj de oro del emperador Hirohito por sus servicios.
Al terminar la Segunda Guerra Mundial volvió a su país y en 1946 ingresó en la Academia Militar Coreana. Durante el gobierno militar de los Estados Unidos en Corea llegó hasta la capitanía, pero su carrera militar se vio truncada por el ascenso al poder de Syngman Rhee. Park fue perseguido por las autoridades surcoreanas por su presunta afiliación a un partido socialista en su juventud, algo que él ha negado. Si bien esa acusación le obligó a dejar el ejército, el estallido de la guerra de Corea motivó su readmisión en 1950. Durante todo el conflicto ascendió en el escalafón hasta brigadier general y comandante de artillería, y al finalizar en 1953 viajó a Estados Unidos para completar su formación.
En 1957, Park fue nombrado miembro del Estado Mayor del ejército surcoreano.

## Trayectoria política

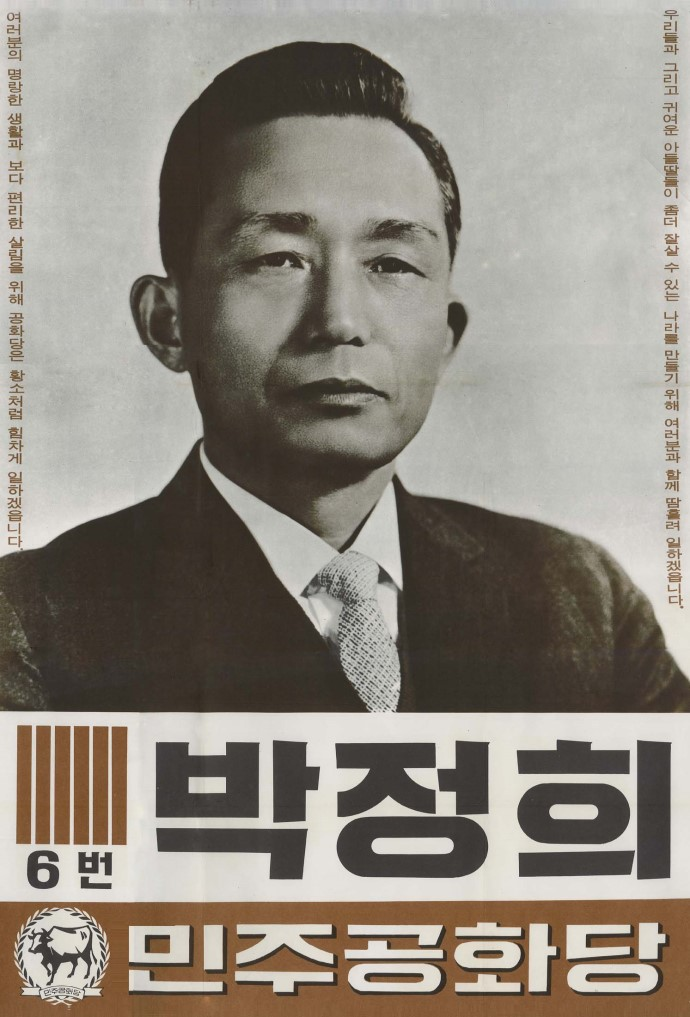
Afiche de Chung Hee durante las elecciones de 1963

### Tercera República (1961-1972)
El 25 de abril de 1960, el presidente Rhee Syngman presentó su dimisión, debido a la revolución de abril tras las elecciones presidenciales de marzo, y se abrió un nuevo escenario democrático. Sin embargo, las malas relaciones entre el presidente Yun Bo-seon y el primer ministro Chang Myon propiciaron una toma de poder militar. Park encabezó el golpe de Estado del 16 de mayo de 1961 que derrocó la Segunda República. El presidente Yun Bo-seon apoyó a los golpistas, diciendo al comandante de las tropas estadounidenses en Corea que "Corea necesita un gobierno fuerte". Estados Unidos, al ver que las élites locales apoyaban un régimen autoritario por miedo a la izquierda, no se opuso al golpe. Para mantener el control se organizó una junta militar, denominada Consejo Supremo para la Reconstrucción Nacional, con control del poder ejecutivo y legislativo hasta 1963. Park pretendía basar su régimen en el estrechamiento de los lazos con Estados Unidos, el anticomunismo, la modernización económica y un militarismo inspirado en el Japón de los años treinta. Durante esos dos años, con la justificación de combatir una presunta expansión del comunismo, se suspendieron las libertades individuales y de prensa, además de crearse un servicio nacional de inteligencia (Agencia Central de Inteligencia Coreana, KCIA).
El 15 de octubre de 1963 se celebraron elecciones presidenciales democráticas entre Park Chung-hee, quien había creado el conservador Partido Democrático Republicano, y Yun Bo-seon. Por un estrecho margen de 200.000 votos, Park se proclamó vencedor de las elecciones y tuvo que pilotar la transición de poder a un gobierno civil. El país es entonces uno de los más pobres del mundo, superado económicamente por Corea del Norte, y la gran mayoría de la población vive en la más absoluta pobreza. Park se propuso purgar las instituciones, muy corruptas.
En el momento en que Park asumió la presidencia, la renta per cápita de un surcoreano era de solo 72 dólares y Corea del Norte contaba con un ejército e industria más desarrolladas, gracias al apoyo de la Unión Soviética. Para contrarrestarlo, Park estableció un plan quinquenal en 1962 que pretendía favorecer la inversión y establecimiento de grandes conglomerados (chaebol), con el apoyo de las multinacionales estadounidenses, y que convirtió a Corea del Sur en una economía industrializada. El proceso sacó al país de la pobreza y deparó un crecimiento constante hasta los años 1990, conociéndose como «milagro coreano». No obstante, otros economistas han denunciado que muchas de las medidas perjudicaban a los trabajadores, tales como la inexistencia de salario mínimo, la prohibición de sindicatos o acciones colectivas, y las jornadas de larga duración. Para supervisar el desarrollo económico se crearon tres organismos: el Consejo de Planificación Económica, el Ministerio de Comercio e Industria, y el Ministerio de Finanzas. Corea del Sur aplicó un estricto proteccionismo tanto a su producción agrícola (prohibición de las importaciones de arroz) como industrial. Además, el Estado se apoderó de todo el sistema financiero y se endeudó muy poco en los mercados internacionales. Uno de los principales ingresos en divisas son las consecuencias financieras del envío de 310.000 soldados a luchar en Vietnam junto al ejército estadounidense.
La ayuda económica estadounidense da lugar a escándalos de corrupción en los Estados Unidos revelados en los años 70: muchos parlamentarios, periodistas, académicos y miembros de la administración estadounidense aceptaban sobornos del régimen surcoreano para aumentar esta ayuda y defender la imagen del régimen surcoreano ante la opinión pública. Las empresas privadas estadounidenses, especialmente en el sector petrolero, también contribuyeron a la financiación de las autoridades surcoreanas a cambio de contratos (Gulf Oil gastó 4 millones de dólares para la reelección de Park Chung-hee en 1967).
Corea del Sur mantuvo conversaciones para la reunificación de Corea con su contraparte del Norte, y en 1972 se llegó a establecer un documento marco de negociación. Sin embargo, los planes quedaron en punto muerto por la consolidación del régimen de Kim Il-sung, la tensión de la Guerra Fría y diversos intentos de asesinato contra ambos mandatarios. A nivel internacional, el gobierno surcoreano mantuvo a los Estados Unidos como su principal aliado y le apoyó en la Guerra de Vietnam con un amplio contingente de soldados. El 22 de junio de 1965, Corea del Sur firmó un acuerdo básico de relaciones diplomáticas con Japón, si bien los desencuentros entre ambos estados fueron constantes bajo su mandato.
Park salió reelegido en las elecciones presidenciales de 1967 con mejores resultados que en 1963. Aunque su mandato estaba limitado en teoría a dos legislaturas, el Partido Democrático Republicano consiguió que la Asamblea Nacional aprobase una enmienda para que pudiera presentarse en las elecciones de 1971, con victoria sobre el liberal Kim Dae-jung por un estrecho margen.
El 21 de enero de 1968, una unidad comando norcoreana intentó asesinar a Park Chung-hee en la Casa Azul, pero la operación fracasó.
Los servicios secretos (Agencia Central de Inteligencia de Corea) controlan todo el país, con más de cuarenta mil empleados fijos y un millón de corresponsales. Los trabajadores en huelga, los manifestantes o los firmantes de simples peticiones se enfrentan a largas penas de prisión y a la tortura. Toda la sociedad está bajo constante vigilancia.

### Cuarta República (1972-1979)

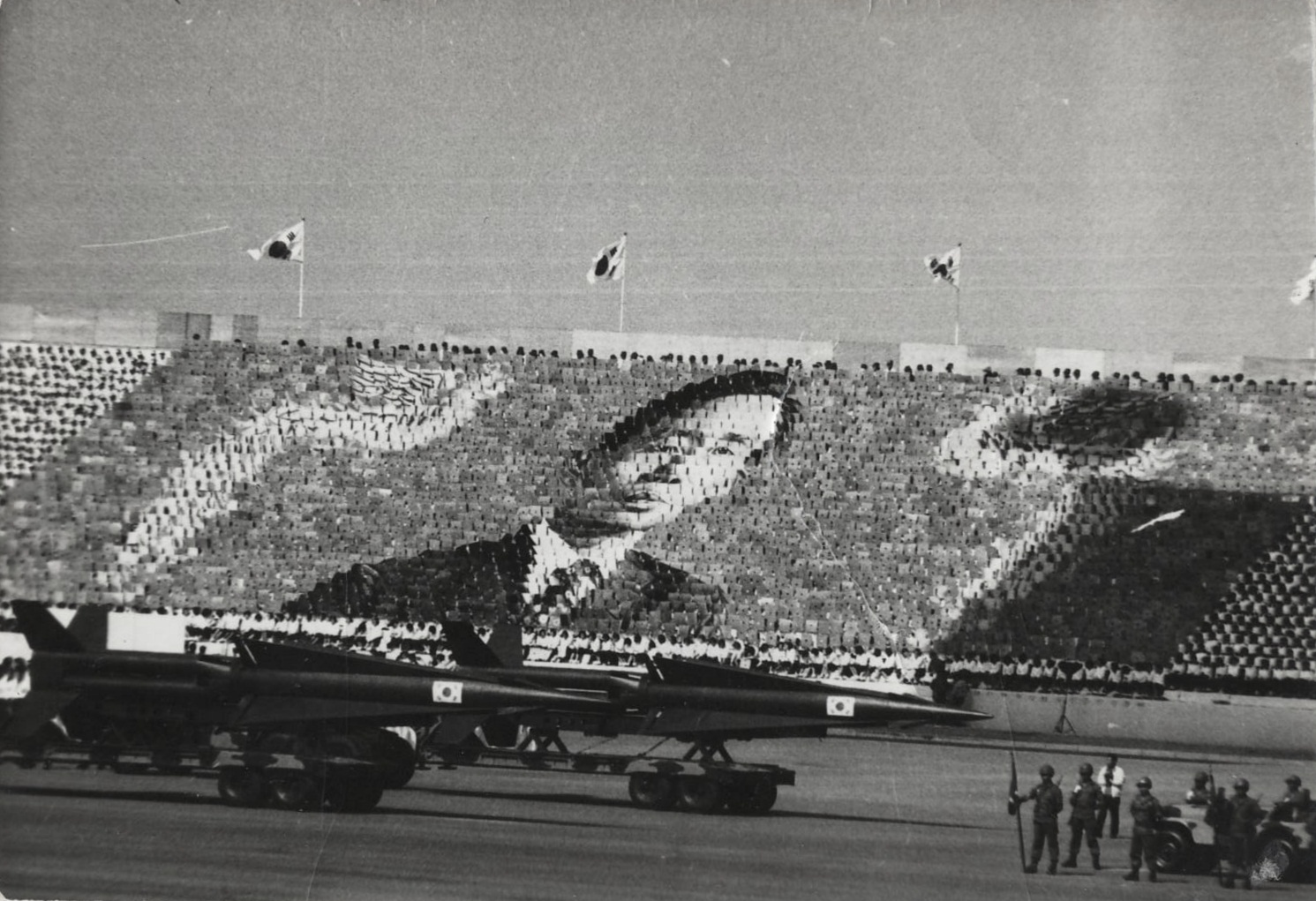
Desfile del Día de las Fuerzas Armadas con un mosaico en honor a Chung-hee (1973).

A pesar del crecimiento económico de Corea del Sur, Chung-hee estaba siendo muy cuestionado entre la población por su creciente autoritarismo; el mandatario estaba cerca de perder el control de la Asamblea Nacional y había recelos los efectos que pudiese tener el establecimiento de relaciones entre Estados Unidos y China. El 17 de octubre de 1972, inspirado en parte por las medidas que había tomado su homólogo filipino Ferdinand Marcos, Park comunicó la declaración de la ley marcial y la disolución de la Asamblea Nacional. Al mes siguiente se aprobó la Cuarta República de Corea del Sur con una nueva ley fundamental, la «Constitución Yushin», que le otorgaba plenos poderes. Entre otras medidas el presidente podía limitar derechos como la libertad de expresión, elegir a un tercio de los diputados de la Asamblea Nacional, y establecer condiciones estrictas a las elecciones presidenciales que, en la práctica, sólo él podía cumplir. Todo el proceso se conoció como Restauración de Octubre. Sin ningún rival que pudiera hacerle frente, Chung-hee se aseguró la reelección presidencial en 1972 y en 1978.
El 15 de agosto de 1974, un norcoreano residente en Japón intentó asesinar a Chung-hee durante un acto oficial del Día de la Independencia. Los disparos no alcanzaron al presidente pero sí a su esposa Yuk Young-soo, que falleció a las pocas horas. El atentado dejó en punto muerto cualquier conversación de paz con Corea del Norte. La hija del presidente, Park Geun-hye, pasó a ejercer como primera dama en funciones.
Esta etapa de Chung-hee estuvo marcada por una deriva autoritaria, escándalos de corrupción y persecución a líderes opositores. En 1975, el presidente hizo valer su cargo para limitar las acciones de la oposición. Un año después, el líder opositor Kim Dae-jung (quien había sufrido un intento de secuestro del KCIA en 1973) fue arrestado en Seúl por impulsar un manifiesto contra el gobierno, y se desveló que la administración surcoreana había sobornado presuntamente a congresistas estadounidenses para mejorar su imagen internacional.
De igual modo, a partir de 1975 el gobierno de Chung-hee había ordenado la detención de todas las personas sin hogar de Seúl y su posterior envío a campos de trabajo, según desveló décadas después un reportaje de la agencia Associated Press. Esta política se mantuvo hasta 1986 y supuso el arresto de 16.000 personas, algunos de los cuales eran disidentes políticos.
La estabilidad de Chung-hee quedó muy tocada después de las elecciones legislativas de 1978, con victoria en votos del opositor Nuevo Partido Democrático. Chung-hee concedió una amnistía a varios presos políticos como gesto hacia la comunidad internacional, pero mantenía el control de la Asamblea por la ley electoral y en 1979 instigó la expulsión de la cámara del candidato opositor Kim Young-sam, así como su inhabilitación de la política. Todos los diputados del partido opositor dimitieron en bloque e incluso el presidente de Estados Unidos, Jimmy Carter, retiró a su embajador del país. Al mismo tiempo se produjeron manifestaciones masivas en algunas de las ciudades más pobladas del país, ante lo que muchos consideraban un régimen dictatorial encubierto.

## Muerte
El 26 de octubre de 1979, Park Chung-hee fue asesinado por Kim Jae-gyu, director de la Agencia Central de Inteligencia Coreana, en el transcurso de una cena privada en las instalaciones del gobierno. Según la versión oficial de los hechos, Park había criticado a Kim por una supuesta laxitud para sofocar las manifestaciones contra su persona. En la acción participaron otros agentes de la KCIA y hubo un tiroteo que se saldó con cinco víctimas más, entre ellas el guardaespaldas presidencial. De inmediato se estableció la ley marcial y los responsables fueron arrestados. Jae-gyu declaró en el juicio que había matado a Chung-hee por «un acto de patriotismo», aunque otras fuentes aluden al temor por la pérdida de poder. Todos los implicados en el magnicidio fueron condenados a muerte y ejecutados el 24 de mayo de 1980.
Park recibió honores de estado en su funeral, el 3 de noviembre de 1979 en el Cementerio Nacional de Seúl. De su matrimonio con Yuk Young-soo tuvo dos hijas; la mayor, Park Geun-hye, fue presidenta de Corea del Sur desde 2013 hasta 2017.